# Хеленистичка ера
Хеленистичка ера је термин који се користи да би дефинисао период античке историје измећу смрти Александра Македонског, 323. п. н. е. и римског освајања Птолемејског Египта 30. п. н. е. Током хеленистичке ере на простору Средњег истока и северне Африке десила се рапидна експанзија хеленске културе као последица македонског освајања Ахеменидског краљевства. Након смрти Александра Великог његово царство је потресао дугачак период ратова измећу његових генерала ради поделе царства. Тај период је остао познат у историји као период Дијадоха. У том периоду су формиране велике хеленистичке монархије које су доминирале просторима источног Медитерана током 3. и 2. века п. н. е. када је Римска република постала водећа сила у медитеранском свету. Током хеленистичке ере дошло је до мешања хеленске културе са простора Грчке и Мале Азије са источним културама, што је довело до настанка хеленистичке цивилизације. Као последица тога, настао је посебан хеленистички језик, посебна култура због рапидне експанзије хеленске цивилизације на тим просторима. Хеленистичка цивилизација је наставила да буде доминантна чак и након римског освајања тих простора и све до постепене христијанизације Блиског истока у 4. веку н. е. Током хеленистичке ере хеленски свет је доживео велику трансформацију, долазећи у близак контакт и у евентуално мешање са другим културама. Као последица тога, током хеленистичке ере постигнут је огроман напредак у пољима науке, филозофије и уметности, наслеђене из класичне ере и имао је одсудан допринос у развоју грчко-римске цивилизације.

## Велике Хеленистичке монархије
Доба од поделе Александровог царства до великих римских освајања историчари називају хеленистичким периодом. Он траје нешто дуже од 2 века. Три монархије настале овом поделом живе једна поред друге. До међусобних често жестоких сукоба долази неминовно. С обзиром на своје порекло, ове државе имају извесне заједничке особине: то су пре свега војне монархије приморане да стално контролишу освојене територије, како у Грчкој, где градови непрестано покушавају да поврате слободу, тако и у Азији, где је разједињено царство склоно распадању, и најзад у Египту који никад није био у потпуности освојен. Осим тога Селукиди и Лагиди започињу крваве борбе за превласт на источном Средоземљу (Сиријски ратови), јер Птолемеј жели да потчине велики део острва и обале како би поморска трговина остала у њиховим рукама. У тим борбама исцрпљују се оба противника. Ослабљени, Селукиди не могу да спрече неке своје покрајине да се одвоје од царства, како на западу у Малој Азији, где се поред осталих, ствара Хеленистичка држава Аталида у Пергаму, тако и на истоку, где се оснива Парћанска Краљевина. Што се Лагида тиче, они сами себе гурају у пропаст позивајући у помоћ Римљане који ће на крају освојити све ове краљевине.
Македонском краљевином владају Антигониди. То су уопште узев, најслабији и најнеутицајнији хеленистички владари. Наиме они су се нашли у тешкој ситуацији јер је експанзија према Азији извршена на штету Грчке, која је изгубила добар део свог становништва; као војници, колонисти или чиновници, Грци су отишли у службу Лагида и Селеукида. Осим тога, грчка привреда је ослабљена услед конкуренције новооснованих краљевина, чији су пољопривредни и занатски производи јефтини и има их у изобиљу. Упропашћени сељаци, занатлије без посла, то је слика коју пружа Грчка у хеленистичко доба. Чак је и трговина погођена. Поморски путеви се померају ка истоку, ближе новим царствима, те тако доприносе благостању на Родосу и Делосу, док Атина и Пиреј опадају. Економска криза праћена је друштвеном кризом. Док је становништво Грчке у опадању, пооштравају се између богаташке мањине и све веће масе сиромашних и, као у време тирана, долази до унутрашњих борби. Оснивање боље рећи, обнављање савеза у III веку, којим се уједињује неколико градова (ахајски савез, етолски савез), не може да врати Грчкој некадашњу моћ. Атина губи чак и свој интелектуални престиж. И поред тога што велики филозофи, као Епикур и Зенон и Китиона, још увек предају у Атини, књижевна и уметничка активност бивше метрополе опада, а развија се у великим престоницама осталих Хеленистичких краљевина.

## Период Дијадоха
Александар Велики који себе је сматрао наследником египатских фараона и персијских краљева био је велики краљ или "краљ краљева" али ипак није по угледу на источњачко веровање сматран божанством нити потомком богова изузев Птолемејских фараона и персијских краљева који су сматрани потомцима бога Ра. Умро је 11. јуна 323. п. н. е. у тридесет и трећој години живота не оставивши ниједног наследника, мада је је његова супруга Роксана била трудна. Пре него што је издахнуо, Александра су питали ко би требало да га наследи, и он је одговорио најбољи (старогрч. τω κράτιστω), дајући царски прстен свом генералу Пердици. Пердика је успео након тога да постане регент и уколико Роксана буде родила сина, он би постао Александров наследник. Додатно, македонске трупе су прогласиле за цара Филипа Аридеја који је био син Александровог оца, Филипа ΙΙ и једне Тесалке. Међутим Аридеј није могао постати цар заједно са Александровим сином којег је родила Роксана, с обзиром да је био ментално поремећен. Син који је родила Роксана назван је Александар IV.
У Македонији регент је остао Антипатер, док у Азији регентом је сматран Пердика. Кратер је постао чувар краљевске породице, дакле Роксане и малог Александра. Антипатер који је био исувуше стар предао је Тракију Лизимаху, једном од бивших Александрових генерала који је био иначе тесалског порекла. Антигон који је био командант Велике Фригије у Малој Азији, у исто време је додао под своју власт Поамфилију и Ликију. Птолемеј је заузео Египат, Кипар и Киренаику, и на тај начин је успоставио темеље будуће птолемејске државе. Преостали делови огромног царства су били подељени међу осталим македонским генералима. У то време царством је практично владао Пердика, у име Филипа Аридеја, који је покушавао да не изазива чувара краљевске породице, Кратера.
Године 322. п. н. е., годину дана после Александрове смрти, у Грчкој је дигнут устанак против македонске хегемоније. Грчке државе Етолије, Епира, Тесалије и Родоса на челу са Атином склопиле су савез како би избациле Македонце из Грчке. Регент европских предела Александровог царства, Антипатер, био је приморан да реагује. Антипатер је извршио инвазију у јужну Грчку и успео је после тешке битке да победи хеленску коалицију код Ламије, док су поморске снаге Македоније поразиле уједињену атинско-рођанску флоту код острва Аморгоса. Након тог пораза, македонска доминација континенталне Хеладе је постала још интензивнија, док је сама Атина престала да буде независна војно-политичка сила због великих губитака у људству и бродовима. У међувремену, антимакедонске политичке вође, међу којима су били Демостен и Иперид, били су погубљени што је означило крај политичке независности Атине.
Због Ламијског рата Кратер је био приморан да дође у Грчку, дозволивши Пердици да постане чувар краљевске породице. Од тог момента постале су јасне царске амбиције Пердике који се истовремено оженио Клеопатром, сестром мртвог Александра, како би склопио савез са мајком Александра, Олимпијадом, која је била у изузетно лошим односима са регентом Антипатром. Како је Пердика постао исувише моћан, то је довело до његове изолације од стране осталих наследника (дијадоха). Остали дијадоси на челу са Антигоном су формирали савез против Пердике који се нашао изолован. Пердика је онда покушао да заузме Египат, 321. п. н. е. Међутим, није успео у томе и био је погубљен од његових генерала, међу којима је био потоњи цар Селеук Никатор. Истовремено Кратер је погинуо у борбама против Еумена, јединог дијадоха који није учествовао у савезу против Пердике.
Остали дијадоси онда су препоручили Птолемеју да постане регент царства, међутим Птолемеј је то одбио не верујући у јединство царства. Победници рата против Еумена срели су се у месту Трипарасо, у горњој Сирији где је преостали регент Антипатер прерасподелио царство. Антипатер је на том састанку проглашен чуварем царске породице коју је довео у Грчку док је Антигон проглашен регентом Азије. Селеуку су као поклон за убиство Пердике дате сатрапије Бабилоне, док је Лидија дата Клиту. Резултат тог састанка је било нагло јачање Антигона, који је у историји остао познат као Монофталм, тј. Једнооки.
Антипатер је умро 319. п. н. е. одредивши као наследника македонског генерала Полиперхона, упркос очекивању његовог сина Касандра, да би он могао бити наследник. То је дозволило Касандру да пређе у Малу Азију и формира заједнички савез са Антигоном против Полиперхона. Полиперхон је рачунао на подршку самих Македонаца и јужних Грка против тог новог савеза против њега. Међутим Грци који су били исувише огорчени са македонским поступањем према њима одбили су да га подрже. У Атини је 318. п. н. е. повраћена демократија и атински генерал Фокијон, који је сматран као савезник Македоније био је погубљен. Касандар је извршио инвазију на Македонију, поразивши пре тога Полиперхонову флоту код Босфора. У међувремен, у амбициозна супруга Филипа Аридеја, Еуридика, стала је на страну Касандра уз наводно одобрење њеног ментално поремећеног мужа. Полиперхон је онда затражио помоћ Олимпијаде. Олимпијада је у бици поразила војску коју је предводила Еуридика, коју је и погубила заједно са Аридејом. Међутим после тога Полиперхон је протеран из Македоније и то је приморало Олимпијаду, Роксану и Александра IV да побегну у Пидни. Ту их је затекао Касандар, 317. п. н. е. и погубио Олимпијаду, узимајући као таоце Роксану и малог Александра. Касандар који је имао амбицију да постане краљ Македоније оженио се Тесалоником, сестром Александра како би се породично повезао са династијом Аргијада. Касандар је изградио два нова града, Касандру и Тесалонику (Солун) и поново је изградио Тебу коју је срушио Александар Велики. Видевши снажан Касандров положај, Атињани су ставили на власт Деметрија из Фалира, који је био стари присталица Фокијона, како би се додворили Касандру.
У Азији Антигон је године 317. п. н. е. заробио Еумена, бившег Александровог секретара и погубио га како би ојачао своју позицију. После тога, Антигон је протерао Селеука у Египат и дошао до велике количине новца из Еуменове приватне касе. Превелико јачање Антигона као и његово одбијање да преговара довело је до формирања алијансе против њега. У том савезу Касандар, Лизимах, Птолемеј и Селеук су ујединили своје снаге како би смакнули Антигона који је сам себе прогласио за регента читавог Александровог царства. Антигон је поред тога формирао савез заједно са Полиперхоном како би ослабио Касандра. Птголемеј је први напао Антигона када је извршио инвазију у Палестини где је и поразио Антигоновог сина, Димитрија, у бици код Газе, 312. п. н. е. истовремено Селеук је повратио Бабилон. Године 311. п. н. е. склопљено је примирје измећу сукобљених страна. Следеће године Касандар је погубио Роксану и малог Александра док је 308. п. н. е. Антигон погубио сестру Александра Великог, Клеопатру. На тај начин једини преостао члан династије Аргијада је била супруга Касандра, Тесалоника. У међувремену, Селеук је забележио низ војних успеха против Антигона приморавши Монофталма да се одрекне источних провинција царства. Селеук је наставио своје војне операције према источним провинцијама царства. Те војне операције су завршене потписивањем мира, 304./303. године п. н. е. са царем Мауријског царства, Хандрагуптом Мауријом, који му је дао 500 ратних слонова у замену за источне провинције Македонског царства. Ти слонови су се показали касније као врло корисни у ратовима Селеука против Монофталма. У континенталној Грчкој, Касандар и Полиперхон су дошли до споразума, што узбунило Антигона и Птолемеја који су се окренули против тог новог савеза. Птолемејов покушај да нападне Пелопонез, 308. п. н. е. је био неуспешан. Антигонов син, Димитрије, је 308/307. године испоставио антигонидску власт у Атини, протерујући Деметрија из Фалира и давајући власт демократама. Следеће године Димитрије је одлучно поразио Птолемејову флоту код Кипарске Саламине и ставио је Кипар под антигонидску контролу. Такав развој ситуације је дозволио Антигону Монофталму да декларише самог себе као новог цара Македонске царевине, и као наследника Александра. Истовремено сви Дијадоси су редом прогласили сами себе царевима, што је довело до de jure поделе Македонског царства. Нарастајућа моћ Антигонида је довела до успостављања алијансе измећу Касандра, Лизимаха, Птолемеја и Селеука који су сада били одлучни да коначно поразе Антигона. У одлучујућој бици код Ипса, 301. п. н. е. Антигониди су били поражени. Сам Монофталм је погинуо, док Димитрије је успео да побегне са бојног поља. Царство Антигонида је на тај начин било подељено међу осталим Дијадосима, док је сам Димитрије задржао своје поседе у јужној Грчкој, изузев Атине коју је и изгубио.
Битка код Ипса била је одлучујућа битка за време Дијадоха - она је у суштини била прекретница сукоба Александрових наследника. Селеук је сада контролисао највећи део бившег Македонског царства, Птолемеј је имао под контролом Египат, Кипар и делове Леванта, Лизимах је држао власт у Тракији и владао је добрим делом Мале Азије док је Касандар имао непосредну контролу над Грчком. Касандар није био више заинтересован за нова освајања и преминуо је 298/297. п. н. е. Након његове смрти у Македонији је завладала нестабилност јер су се Димитрије, Пир и Лизимах борили за превласт над државом. Лизимах и Пир су протерали Димитрија из Македоније, који је у међувремену био успоставио власт над њом. Године 287. п. н. е. Лизимах и Пир су напокон поделили Македонију, али је следеће године Пир протеран од Лизимаха из западног дела Македоније који је он контролисао. Лизимах је после тога постао најснажнији од Дијадоха али је поражен од Селеука Никаторе у бици код Куру Педија, 281. п. н. е. где је и настрадао. Исте године је умро и Селеук, последњи од Александрових генерала. Птолемеј је био преминуо две године раније. Године 280. п. н. е. Птолемеј Кераун, бивши Лизимахов шурак, је настрадао у борби против Гала који су извршили инвазију на југ Балканског полуострва. Године 277. п. н. е. Син Димитрија, који је умро у Селеуковом заробљеништву, Антигон Гоната је одлучно поразио Гале у бици код Лизимахије и на тај начин их је протерао у Малу Азију. Антигон Гоната је успео исте године да се домогне Македонског трона, мада ке његова власт над Македонијом је стабилизована тек након Пирове смрти, 272. п. н. е.
До краја прве четвртине 3. века п. н. е. хеленски свет је добио свој коначни облик када је Македонија добила династију Антигонида, Египат Птолемеја, Селеукидско краљевство Селеукида, док су Аталиди успели да се отцепе од Селеукидског краљевства 281. п. н. е. и да успоставе Пергамско краљевство. Поред краљевина које су настале након дуготрајних борби измећу Александрових генерала у Хеленистичком свету, истакнуту улогу су играле државе или државолики региони попут Ахајског и Етолског савеза, Родоса, Сиракушке монархије као и удаљених поморских држава Масалије и Ираклије. Осим наведених држава део хеленистичког света су били грчко-индијске монархије на источним крајевима Селеукидског краљевства као и већи број хеленизираних држава у региону Средњег истока.

## Македонска доминација
Александрова освајања имала су далекосежне последице по грчке градове-државе. Бесконачни сукоби тих полиса, који су карактерисали IV и V век п. н. е. постали су безначајни. Грчки хоризонти су битно проширени. Почела је велика емиграција у нова грчка краљевства на истоку. Многи посебно млади и амбициозни Грци селе се у Александрију, Антиохију и многе друге нове хеленистичке градове. Селе се чак до данашњег Авганистана и Пакистана, где су Грчко-бактријско краљевство и Индо-грчко краљевство преживели до првог века п. н. е.
Грци су кроз поразе грчких градова од Филипа и Александра Македонског научили да полиси никада неће више бити силе саме за себе. Видели су да се хегемонији Македоније и држава наследница могу супротставити само ако се полиси уједине. Грци су много ценили своју независност тако да нису ни разматрали уједињење.
После Александрове смрти долази до борбе за власт његових генерала дијадоса ("наследника"). Та борба се претворила у ратове и у цепање Александровог краљевства на више нових краљевина. Македонија је припала Касандру, сину Александровог генерала Антипатера. Касандар после неколико година борбе постаје главни у Грчкој и оснива нову престоницу Македоније у Солуну.
Касандру се супротставља други дијадох Антигон, који је владао Анадолијом. Антигон обећава грчким градовима да ће им обновити слободу, ако га подрже. То је довело до успешних побуна против Касандра. Антигонов син Деметрије Полиоркет 307. п. н. е. заузима Атину и враћа демократски систем власти. Коалиција Касандра и Селеука побеђује Антигона 301. п. н. е. у бици код Ипса.
Касандар умире 298. п. н. е., а његови синови се показују слабим, па Деметрије Полиоркет постаје краљ Македоније 294. п. н. е. Против Деметрија се удружују Лизимах, Пир и Птолемеј. Он напушта Македонију 288. п. н. е., па Лизимах и Пир постају заједнички краљеви Македоније, а Грчку дају Деметријеву сину Антигону II.
Лизимах и Пир истерују Антигона II из Атине у Тесалију, а онда Лизимах истерује и Пира из Македоније. Селеук побеђује Лизимаха у бици код Корупедија у Лидији 281. п. н. е.

## Антигон II
Деметријев син Антигон II постаје краљ Македоније. Побеђује Гале, који су извршили инвазију грчких земаља. Битка против Гала ујединила је Антигониде из Македоније и Селеукиде из Антиохије. Савез те две краљевине је био такође уперен против најбогатије државе хеленског света Птолемејског Египта.
Антигон II влада до своје смрти 239. п. н. е. а Антигониди после њега задржавају македонски престо до 146. п. н. е., тј римског освајања Грчке. Владавина Антигонида над грчким градовима била је и са прекидима. Други владари, а посебно Птолемејиди, потицали су и финансирали антиакедонске активности у Грчкој, а све са циљем да се поткопа власт Антигонида. Антигон II је поставио гарнизон на веома важно стратешко место Коринт. Атина, Родос, Пергам задржали су своју независност, а други полиси у матичној Грчкој формирају Етолски савез и Ахајски савез, да би бранили укидање ограничене независности, угрожен нарочито од стране Македоније. Спарта је такође била независна, али није улазила у савезе.
Птолемеј II је 267. п. н. е. наговорио Грке да устану против Антигона. Тај устанак је познат као Хремонидин рат по атинском вођи Хремониду. Атина и полиси су побеђени и губе независност и демократске институције. Атина престаје бити политички фактор у Грчкој, иако је остала највећи и најбогатији град.

## Филип V Македонски
Антигон II је умро 239. п. н. е., а после његове смрти следе нове побуне полиса Ахајског савеза. Деметрије II (син Антигона II) умире 229. п. н. е. остављајући дете Филипа V као краља и Антигона III Досона као регента. Ахајски савез је био номинално поданик Птолемејског Египта, а у ствари су били независни и контролисали су већину јужне Грчке. Спарта је била непријатељ Ахајаца и 227. п. н. е. Спарта заузима Ахају. Антигон III Досон побеђује Спартанце 222. п. н. е. и анектира Спарту, што је било први пут да је Спарта окупирана од стране силе.
Филип V Македонски долази на власт 221. п. н. е. и био је последњи македонски владар који је имао способност и могућност да уједини Грчку и сачува њену независност од све веће римске моћи. Под његовим утицајем и вођством склапа се мир у Наупакту 217. п. н. е., којим се завршавају сукоби македонских и грчких савеза. Тада је он контролисао целу Грчку осим Атине, Родоса и Пергама.
Филип V Македонски ствара савез 215. п. н. е. са римским непријатељем Картагином. Тиме Рим по први пут долази да се меша у грчке послове. Рим одвлачи градове ахајског савеза и ствара савез са Родосом и Пергамом, који је био најјача сила у Малој Азији. Први македонски рат је избио 212. п. н. е., а завршава неодлучно, али Македонија је постала непријатељ Рима. Римски савезник Родос контролисао је егејска острва.
Рим је победио Картагину 202. п. н. е., па је имао слободне руке да се окрене источно, кад су га позвали римски савезници Родос и Пергам. Други македонски рат избија 200. п. н. е. у основи због тога јер је Рим сматрао да је Македонија потенцијални савезник Селеукидског краљевства, које је било највећа сила Истока. Многи савезници напуштају Филипа V па га проконзул Тит Квинкције Фламинин побеђује 197. п. н. е. у бици код Киноскефала.
Срећом по Грке, Тит Квинкције Фламинин је био умерен човек и обожаватељ грчке културе. Филип V Македонски је требало да преда флоту и постане римски савезник. Био је поштеђен тежих мировних услова. Иако је формално прогласио грчке градове слободним Тит Квинкције Фламинин је поставио римске гарнизоне у Коринт и Халкиду. Слобода коју су обећавали Римљани била је илузија. Сви градови сем Родоса укључени су у нови савез контролисан од Рима, а демократије су замењене аристократским владама у савезу са Римом.

## Успон Римске републике
Између Рима и Селеукидског краља Антиоха III избија рат. Неки грчки градови сматрају Антиоха III спасиоцем од римске власти, а Македонија је била савезник Риму. Антиох III је поражен 191. п. н. е. у бици код Термопила. Током тог рата римска војска је први пут прешла у Азију, где су победили Антиоха 190. п. н. е. у бици код Магнезије. Грчка се сад налазила на римским линијама комуникација према истоку, а римска војска је постала стално присутна.
Рим се у све почео мешати. Било која побеђена страна у унутрашњим грчким споровима жалила се Риму. Тиме се Рим све више мешао у унутрашње ствари. Македонија је још увек била независна, иако је била римски савезник. Филип V умире 179. п. н. е., а наслеђује га син Персеј, који као и сви македонски краљеви машта о уједињењу Грчке под македонском влашћу. Македонија је била преслаба за такве циљеве. Римски савезник Еумен II из Пергама уверава сенаторе да Персеј представља опасност за римске позиције.

## Крај грчке независности
Рим проглашава рат против Македоније 171. п. н. е. и у Грчку долази 100.000 римских војника. Македонија није могла скупити ни приближно толико јаку војску. Персеј није успевао да добије помоћ осталих грчких полиса. Међутим лоше римско војно вођство омогућава Македонији да се држи три године против бројнијих Римљана. На чело римске војске у Грчкој 168. п. н. е. долази Луције Емилије Паул па у бици код Пидне наноси Македонцима тежак пораз. Ухваћен је Персеј и послан у Рим: нешто касније, умро је у тамници. Македонско краљевство је разбијено на мале државице. Кажњени су сви полиси, који су помагали Македонију. Чак су и римски савезници Родос и Пергам изгубили независност.
Под водством авантуристе ниског порекла, Андриска, 149. п. н. е. Македонци су се побунили против Римљана. Због тога је Македонија 148. п. н. е. анектирана и постала је римска провинција. Била је прва грчка држава, која је доживела ту судбину. Рим затим захтева да се распусти Ахајски савез. Полиси Ахајског савеза то одбијају сматрајући да је боље да се боре за независност и проглашавају рат против Рима. Већина грчких градова стала је на страну Ахајског савеза. Чак су и робови ослобођени да се боре за грчку независност. Римска војска је дошла из Македоније и победила Грке у Коринту, а Коринт су сравнили са земљом.
Цело грчко полуострво, изузев острва постаје 146. п. н. е. римски протекторат. Уводе се римски порези, осим у Атини и Спарти. Свим градовима владају римски локални савезници. Последњи краљ Пергама, Атал III, умире 133. п. н. е. и оставља Риму своје краљевство. Тиме је већи део Егеја дошла под римску власт као провинција Азија.
Коначни пад Грчке долази 88. п. н. е., када је понтски краљ Митридат VI устао против Римљана и побио 80.000 Римљана и римских савезника у градовима Мале Азије које је претходно освојио. Иако Митридат VI није био Грк, многи грчки градови (укључујући Атину) збацују проримску власт и придружују се Митридату. Када је Луције Корнелије Сула протерао Митридата из Грчке, Римљани су се осветили неким грчким градовима.

## Хеленистичко право
Хелeнистичко право представља хибридно право, мешавину античког грчког права и оријенталног египатског а касније и римског и византијског права. Захваљујући папирологији као помоћној науци прикупљено је доста података на ову тему пре свега на основу сачуваних докумената исписаних на папирусу који сведоче о изворном локалном праву Египћана, продирању грчког права на исток и касније утицају римског које су са собом донели римски освајачи.
Како су се ширила освајања Александра Македонског на исток тако је грчко право приликом примене у свакодневном животу у Египту добијало модификације а истовремено мењало домаће источњачко право. Захваљујући пронађеним египатским папирусима најбоље је познато грчко-египатско право које је према неким мишљењима представљало птолемејско право- својеврсну мешавину грчког и оријенталног права чине је створен један „sui generis” правни поредак мада ипак преовлађује схватање да је у основи то био ипак грчки правни поредак са најважнијим особинама као што су централизација државне власти, култ владара и његове династије.
Хеленистички владар управља државом и људима, он је неприкосновени законодавац, шеф државне управе и војске на основу чега можемо рећи да је правни систем овог доба био апсолутистичка монархија. Али та апсолутистичка власт у пракси није била увек остварива. Владари су због великог пространства своје државе често узимали савладаре, а иза њих су увек стајали „угледни људи”, углавном су то биле војсковође. Приватна својина била је мало распрострањена. Војници, који су углавном били македонски сељаци и сиромашни људи, су као награду од владара добијали земљу у освојеним подручјима, a земља је била додељивана и за заслуге.
Приликом примене хеленистичког права у пракси персонализовани принцип налагао је да се сваком народу суди по његовом праву и пред његовим судом. Тако су за време Птолемеја били формирани народни судови који су обично били састављени од свештеника, у којима би се судило Египћанима по њиховом праву. Своје пресуде писали су на свом језику (египатски папируси) а секретар суда увек је био Грк. О овом демотском (локалном) праву сведочи Закон из Хермополиса који је представљао збирку упутстава за суђење са моделима пресуда написаних на папирусу. Њих су састављали углавном учени свештеници, чувале би се у храмовима и преносиле са генерацијски као „свете књиге”. Грчко право примењивало се на грчке грађане а у споровима између њих и локалног становништва био би надлежан посебан суд.
Јевреји су имали своје судове који су примењивали „своје“ право записано у светој књизи Тори која је била преведена и на грчки језик, али су често долазили пред грчки суд када би хтели да избегну нека ограничења свог права које је грчко право дозвољавало као на пример зајам са каматом или споразумни развод брака.
Које је право одлучујуће за примену било је компликованије у области приватног права. Када би спор настао измећу странака које се нису договориле пред којим судом ће решити спор онда би се примењивало оно право на чијем је језику написан уговор (демотско или грчко право). У кривичном праву се пак увек примењивало грчко право без обзира ко је учинилац. Битан чинилац хеленистичког правног система-Краљевско право утицало је на то да је грчко право ипак буде доминантно и да како се у то време писало Египат постао „земља грчког права”. Примена права довела је до тога да је и грчко и Египатско (демотско) право трпело утицај овог другог односно да је било модификовано током примене. Тако је у грчко право допрла идеја да је могућ брак између рођеног брата и сестре као и да жена има пуну правно способност па је тако могла сама да сачињава тестамент и закључује брак.
Брак више није био приватна ствар већ се у пракси закључивао као уговор о заједничком животу пред грчким нотарима (матичарима).Мешовити бракови су били редовна појава и углавном су се Грци женили Персијанкама, као и сам краљ који је оженио персијску принцезу. На тај начин створено је једно мултикултурално друштво у коме није више важила подела на Грке и варваре. Приликом наслеђивања уведен је привилеговани положај најстаријег сина, а сестре су са браћом могле једнако наслеђивати. Након смрти супруга жена је слободније могла располаже својом миразном имовином а има и података да је жена уговором дозвољавала мужу да може продавати њихову заједничку имовину.
У облигационом праву постојање писаних уговора постаје обавеза. Египатско право је пак променило схватање да дете робиње и слободног човека није слободно него је и оно роб, а тестамент је морао бити сачињаван пред државним нотаром или се пак сачињавао у писменој форми и пред сведоцима предавао нотару.
Све ово доказује да је у току хелинистичког периода грчко право у многим сегментима било кориговано а такође је и обичајно египатско право доживело свој преображај.
У даљем следу догађања римско право остварује свој утицај на хибридност хеленистичког права почев од тога да се римско право примењује и на римске грађане у провинцијама и постепеном романизацијом локалног права пре свега на избор права које се примењује. Али постојао и обостран утицај па је и римско право претрпело неке промене под утицајем локалног права.
Тако је римско право почело да дозвољава да и робови могу имати имовину, patria potetas је смањена па тако и синови имају имовину поред имовине очева. Брак је сада представљао израз сагласности воље супружника за заједничким животом без других формалности, жене су могле постати старатељи својој малолетној деци а држава би наслеђивала имовину уколико оставилац умре без наследника. Велики утицај хеленистичко право извршило је на римско у домену поморског и облигационог права. Настанак моћне римске државе није дакле избрисало утицај хеленизма и хеленистичког права. Нова држава Византија која настаје на источном делу римског царства формулише три основна своја стуба: хришћанство, римско право и хеленистичка култура.

## Уметност у доба хеленизма
Раном хеленизму припада једно од најбољих и у својој врсти најуспелијих вајарских дела целокупне античке уметности. То је фигура Нике са Самотраке ("победа"), која међу античким скулптурама Лувра заузима једно од најистакнутијих места.
Том добу припада и Милоска Венера, која заправо представља Афродиту са острва Милос. Скулптура "Лаокон и синови" припада касном хеленистичком периоду.
Колос са Родоса је једно од седам светских чуда из доба хеленизма (архаично јелинизма). Саграђен је у знак захвалности заштитнику Родоса, неком соларном божанству, зато што је спасио град од разарања Деметрија Полиоркета, чији надимак значи "Градобија".